# Magdalena Sofia Barat
Madeleine-Sophie Barat (Joigny, 12 de desembre de 1779 - París, 25 de maig de 1865), va ser una religiosa francesa, fundadora de la Societat del Sagrat Cor de Jesús, dedicada a l'ensenyament. El 1925 va ser canonitzada per Pius XI.

## Biografia
D'orígens modestos, arran que la Revolució Francesa suprimís les escoles confessionals, va ser educada pel seu germà Louis, sacerdot jesuïta, al qual va acompanyar a París. Allí va pensar d'entrar al tercer orde dels carmelites, però arran d'una trobada amb el jesuïta Joseph Varin, va decidir de consagrar-se a l'educació dels joves, tot creant una congregació religiosa, una mena de branca femenina de la Companyia de Jesús.
Amb tres altres joves, el 1801 va iniciar la Societat del Sagrat Cor de Jesús, institut dedicat a la difusió de la devoció al Sagrat Cor de Jesús i a l'ensenyament, considerat "el mitjà més important per a glorificar el cor de Jesús".
Només amb 23 anys va ser elegida superiora general de la congregació, càrrec que va ostentar 63 anys: sota la seva direcció, la congregació va tenir una difusió extraordinària, arribant a tenir 105 col·legis per tot el món. Arran de la seva trobada amb Rose-Philippine Duchesne, monja de l'Orde de la Visitació de Santa Maria, aquesta va fundar les primeres cases de l'institut als Estats Units d'Amèrica.

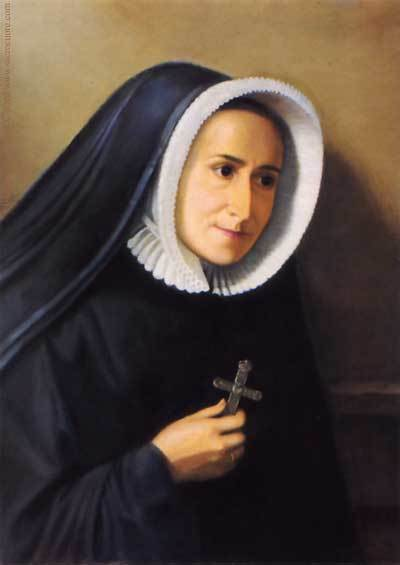
Quadre de Savinien Petit, fet poc després de la seva mort
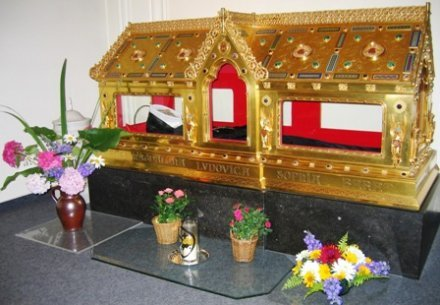
Cos incorrupte de la santa
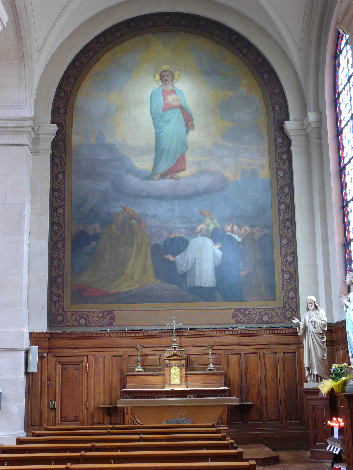
Capella de l'església de St. Francesc Xavier de París, on des de 2009, reposa el cos de la santa
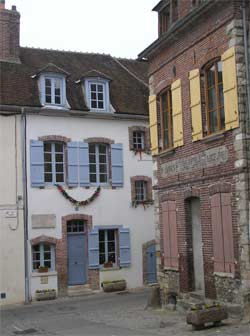
Casa natal de la santa a Joigny, avui Centre Sophie Barat, residència de la congregació

## Culte
Per l'heroicitat de la seva virtut, Lleó XIII la va declarar venerable el 1879; Pius X va promulgar el decret que aprovava un miracle seu el 22 de gener de 1908, autoritzant-ne la beatificació, que fou el 24 de maig d'aquell any. Finalment, Pius XI la va canonitzar el 24 de maig de 1925. La seva festa se celebra el 25 de maig.